# Kamień runiczny z Ledberg
Kamień runiczny z Ledberg (Ög 181) – granitowy kamień runiczny o wysokości 2,87 m, znajdujący się w Ledberg koło Malmslätt w szwedzkiej prowincji Östergötland.
Zabytek pochodzi z początku XI wieku. Jego pierwotna lokalizacja jest nieznana, do XIX wieku był wmurowany w ścianę kościoła romańskiego z Ledberg. Po rozbiórce kościoła w 1847 roku został wyciągnięty i ustawiony na cmentarzu, gdzie znajduje się do dziś. Przedstawione na kamieniu sceny figuralne obrazują walkę bogów podczas Ragnaröku. Widoczny jest m.in. wilk Fenrir atakujący Odyna i statek Nagelfar. Zabytek stanowi interesujący przykład wczesnośredniowiecznego skandynawskiego synkretyzmu religijnego, na prawym boku kamienia przedstawiony jest bowiem krzyż, z którego niczym z Yggdrasila, germańskiego axis mundi, wyrastają korzenie świata. Na powierzchni wyryte są dwie inskrypcje runiczne. Pierwsza z nich głosi:
Bisi satti stæin þannsi æftiR Þorgaut ..., faður sinn ok þau Gunna baði
(„Bisi postawił ten kamień ku pamięci Thorgauta ... swojego ojca a także Gunny”)
Druga, o treści:
þmk : iii : sss : ttt : iii : lll
ma natomiast charakter zaszyfrowanego zaklęcia, które należy czytać þistill, mistill, kistill („oset, jemioła, szkatuła”).